# Geoff Hoon

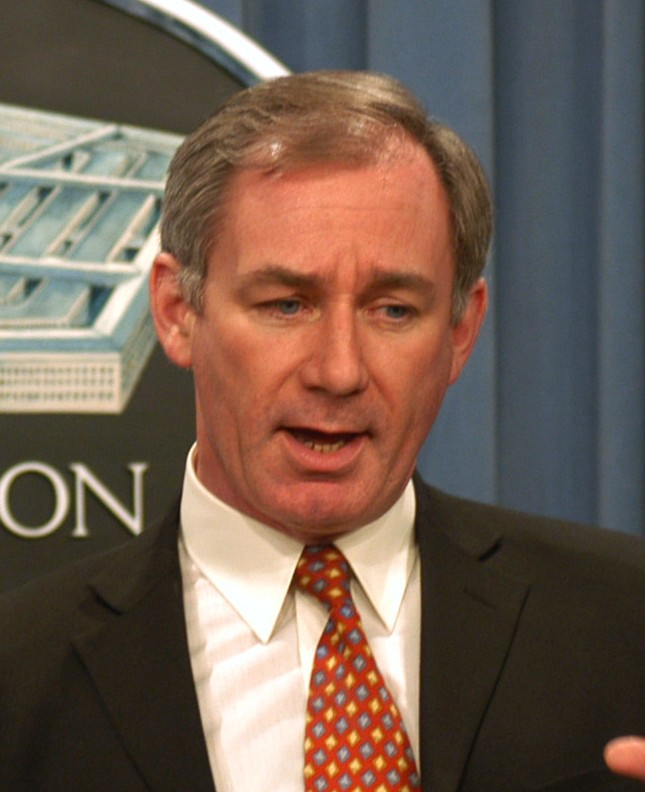
Geoff Hoon bei einer Pressekonferenz in den USA

Geoffrey William Hoon (* 6. Dezember 1953 in Derby, England) ist ein britischer Jurist und Politiker und ein Mitglied der Labour-Partei.
Von Oktober 1999 bis Mai 2005 war er in der Regierung von Premierminister Tony Blair Secretary of State for Defence und damit britischer Verteidigungsminister. Nach den letzten Unterhauswahlen 2005 wurde Hoon zum Lordsiegelbewahrer (Lord Privy Seal) und Unterhausführer ernannt; Letzteres ist eine eher repräsentative Position mit Kabinettsrang. Am 5. Mai 2006 wurde er zum Europaminister berufen, bevor er dann mit Antritt der Regierung Gordon Brown dieses Amt am 28. Juni 2007 verlor, jedoch als Chief Whip weiter Kabinettsmitglied blieb.
Von Oktober 2008 bis Juni 2009 war er Verkehrsminister unter Gordon Brown. Am 5. Juni 2009 reichte er als fünftes Kabinettsmitglied innerhalb einer Woche und als drittes innerhalb eines Tages seinen Rücktritt ein.

## Ausbildung
Hoon wurde in Derby in der britischen Grafschaft Derbyshire geboren. Er besuchte eine Schule in Nottingham und arbeitete von 1972 bis 1973 in einer Möbelfabrik. Anschließend ging er an die renommierte Universität von Cambridge und studierte Jura am dortigen Jesus College.

## Karriere
Nach dem Ende des Studiums arbeitete er zwischen 1976 und 1982 als Dozent an der Universität von Leeds. Während dieser Zeit, 1978, erhielt er seine Zulassung als Rechtsanwalt. Außerdem war er für kurze Zeit (1979–1980) in seinem Fachgebiet Gastprofessor an der amerikanischen Universität von Louisville im US-Bundesstaat Kentucky. Nach dem Ende seiner Dozententätigkeit gründete er in Nottingham eine eigene Rechtsanwaltskanzlei.
Seine politische Karriere begann das Mitglied der Labour-Partei 1984. Für die Wahlkreise Ashfield und Derbyshire zog er ins Europäische Parlament ein, dem er bis 1994 angehörte.
1992 trat er im Wahlbezirk Ashfield zur Unterhauswahl an und wurde mit 54,9 Prozent der Stimmen gewählt. Bisher drei Mal konnte er dieses Mandat verteidigen, zuletzt 2005, wobei er 48,6 Prozent der Stimmen erhielt.
Im Unterhaus wurde er schnell zum Sprecher für Handel und Industrie ernannt. 1994 stieg er zum Oppositions-Whip auf – demjenigen, der für die Abstimmungsdisziplin der Opposition zu sorgen hat (in Deutschland wird diese Aufgabe vom Fraktionsvorsitzenden übernommen).
Nach dem überwältigenden Wahlsieg der Labour-Partei 1997 suchte sich der neue Premier Blair einen seiner Vertrauten, den Rechtsdozenten Hoon, für seine Regierungsmannschaft aus. Dort diente er erst als Parlamentarischer Staatssekretär im Amt des Lordkanzlers, ab Mai 1999 als Staatsminister im Außenministerium. Im Oktober 1999 machte ihn Blair zum Verteidigungsminister. Dieses Amt behielt er auch nach dem erneuten Wahlsieg der Labour-Partei im Juni 2001 inne, infolgedessen Blair viele Regierungsposten neu besetzte.

## Aufgaben
In Hoons Amtszeit fielen diverse Auslandseinsätze der britischen Armee, entweder unter eigener Führung oder im Rahmen von Einsätzen der NATO oder der Vereinten Nationen.
So entsandte Hoon Truppen nach Mazedonien, nach Bosnien und Kroatien, an den persischen Golf oder nach Sierra Leone. Im Auftrag der UN absolvierten britische Soldaten Friedensmissionen auf Zypern und Osttimor, in Georgien, in der Demokratischen Republik Kongo und Kuwait.
Nach den Anschlägen des 11. September 2001 wurde Großbritannien das engste Mitglied der von US-Präsident George W. Bush gegründeten Anti-Terror-Koalition. Hoon mobilisierte viele Truppen für den folgenden Afghanistankrieg (2001) und den Irakkrieg (2003).
In enger Zusammenarbeit mit den USA hatte Hoon für letzteren 46.000 Soldaten, 70 Kampfflugzeuge, 26 Kriegsschiffe, 120 Kampfpanzer und 150 Schützenpanzer abkommandiert, einen erheblichen Teil der britischen Armee. Außerdem bewies er die Verbundenheit zu den USA auch, indem er im Unterhaus erklärte, Großbritannien sei notfalls bereit, Atomwaffen gegen „Schurkenstaaten“ einzusetzen.
In seiner Amtszeit bemühte Hoon sich um eine Verkleinerung und Modernisierung der britischen Armee. Im Juli 2004 kündigte er an, dass in den kommenden Jahren bei den drei Streitkräften 19.000 Stellen und bei den zivilen Verwaltungen 10.000 Stellen gestrichen würden. Gleichzeitig plante er bis 2007/2008 eine Erhöhung des Verteidigungsbudgets auf 50,6 Milliarden Euro.
Außerdem sorgte er dafür, dass die britische Armee ihre Abhängigkeit vom wichtigsten und größten britischen Rüstungsproduzenten BAE Systems verringerte. Beim Bau zweier neuer Flugzeugträger zum Beispiel wurden erstmals Teilaufträge auch an die Thales Group vergeben. Damit zeigte Hoon, dass er bei der Vergabe von Staatsaufträgen auf betriebswirtschaftliche Kriterien setzt, nicht nur, wie sonst in der Rüstung üblich, auf nationale Sicherheits- oder Arbeitsmarktinteressen.

## Öffentliche Meinung
In der Phase nach dem Fall von Bagdad am 9. März 2003 gab es nicht nur an Hoon, sondern auch an Premier Blair harte Kritik für deren Vorgehen. Dafür sorgten vor allem die so genannte Kelly-Affäre und der daraus folgende Hutton-Bericht. Der BBC-Journalist Andrew Gilligan hatte berichtet, Dossiers der britischen Regierung über irakische Waffenforschungen – die als Kriegsgrund angeführt worden waren – seien von Blairs Kommunikationschef Alastair Cambell aufgebauscht gewesen. Gilligan berief sich dazu auf den für die Regierung arbeitenden Waffenexperten und Mikrobiologen David Kelly, ohne dessen Namen zu nennen. Dieser wurde erst durch Indiskretionen der Regierung publik, woraufhin Kelly sich das Leben nahm.
Politische Beobachter bescheinigten Hoon während seiner Amtszeit „kühle Professionalität“. In der Presse wurde er aufgrund seiner Nähe zu den USA aber auch schon mal als „Rumsfelds Filialleiter“ bezeichnet. Das Bild wandelte sich im Rahmen der Untersuchungen nach David Kellys Tod. Anders als Tony Blair, der gegenüber dem Untersuchungsausschuss sagte, er übernehme für die Preisgabe des Namens von Kelly „die volle Verantwortung“, sagte Hoon, er habe damit „nichts zu tun gehabt“.
Unkenntnis gab er auch bei einer zweiten Affäre vor. Im Mai 2004 berichtete das Internationale Komitee vom Roten Kreuz, nicht nur amerikanische, sondern auch britische Soldaten seien an Folterungen irakischer Gefangener beteiligt gewesen. Obwohl viele Beobachter seinen Rücktritt erwarteten, blieb er im Amt. Er wurde erst nach den Unterhauswahlen im Mai 2005 auf den Posten des Unterhausführers (Leader of the House of Commons) versetzt.

## Privates
Seit 1981 ist Hoon mit Elaine Ann Dumelow verheiratet. Sie haben einen Sohn, Christopher, und zwei Töchter: Julia und Nathalie. Nach eigenen Angaben interessiert er sich für Musik und ist Fan des English Football Clubs „Derby County F.C.“.